# بوگاراش (باچکا توپولا)
بوگاراش (به صربی: Bogaraš) یک منطقهٔ مسکونی در صربستان است که در Bačka Topola Municipality واقع شده‌است.